# Buick Electra
De Buick Electra en de  Buick Electra 225 waren automodellen van automerk Buick, een onderdeel van autoconcern General Motors. De naam Electra werd van 1959 tot 1990 gebruikt door Buick.

## 1959 - 1970
Voor 1959 vormden de Buick Super, de Buick Roadmaster en de Buick Limited de hoogste klasse van de modellenlijn van Buick. In 1959 werden alle oude modelnamen overboord gegooid. Er kwamen nieuwe namen, nieuwe motoren, nieuwe remmen, een nieuw design en nieuwe transmissies. Kortom, alles werd vernieuwd, en de Electra werd daarbij het nieuwe luxemodel van het merk. De Electra verving de Super en de Electra 225 verving de Roadmaster en de Limited. De 225 verwees naar de lengte van de auto in inches. Daarom kreeg de Electra 225 de bijnaam Deuce and a quarter.

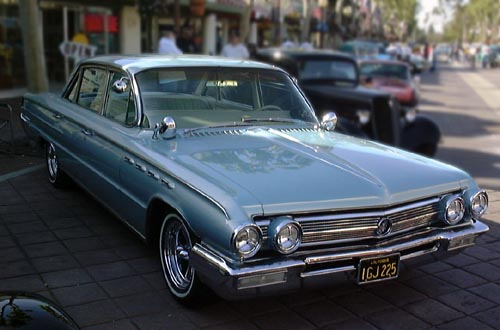
Buick Electra 255 sedan uit 1962

Binnen de Electra-serie was de Electra 225 Riviera het vlaggenschip. De aanduiding Riviera wees op een hardtop met zes ruiten. In 1963 viel die naam als aanduiding weg en werd de Buick Riviera een apart model. Tevens werd de Electra in dat jaar geschrapt, waarna enkel de Electra 225 overbleef.
In 1965 werden alle modellen van General Motors' divisies grondig gerestyled. Er werd veel gebruikgemaakt van vloeiende lijnen en de koetswerkstijl met zes ruiten verdween. De marketingstrategie van GM veranderde waarna de Electra 225 in twee stijlen beschikbaar werd: Base en Custom. De ruitenwissers werden in 1968 verborgen en in 1969 verdwenen de ventilatiemonden in de voorportieren.
Van 1959 tot 1966 werd de Electra aangedreven door een 401 ci (6,6 liter) V8 van Buick. Van 1964 tot 1966 was er ook versie 425 van die motor ook beschikbaar. Vanaf 1967 kreeg het model de nieuwe 430 ci (7,0 liter) die in 1970 werd vervangen door versie 455 ci (7,5 liter). Verder kreeg de Electra altijd standaard een automatische versnellingsbak. Van 1959 tot 1963 was die van het type Dynaflow. Vanaf 1964 was dat het type Super Turbine 400/THM 400.

## 1971 - 1976

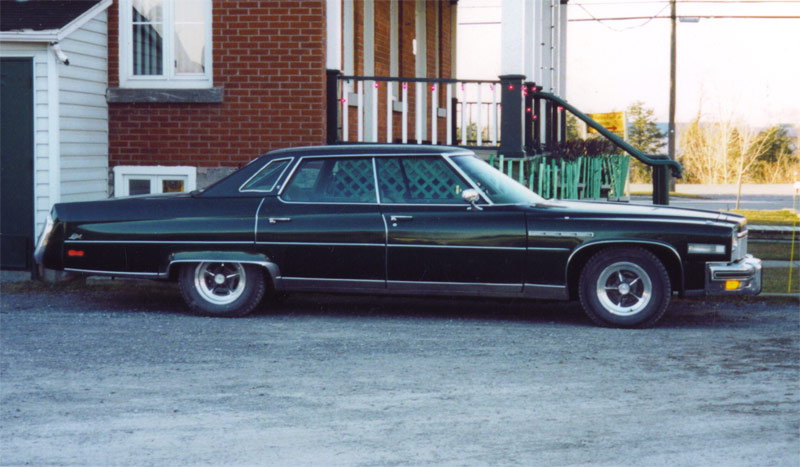
Buick Electra Limited uit 1975

Tussen 1971 en 1973 werden alle Electra 225's als hardtop gebouwd. Het vierdeursmodel bleef hardtop tot 1977. In 1974 introduceerde Buick de Electra Limited Coupe, die gebaseerd was op GM's pillared coupe-platform. Alle coupés hadden vaste achterruitjes en vanaf 1974 kregen ze geen Electra 225-emblemen meer. Voor de Limited vierdeurs werd in 1975 het Park Avenue optiepakket beschikbaar.
De Buick Electra 225 Limited van 1975 was de langste vierdeurshardtop die General Motors ooit bouwde. Hij mat 5,93 meter en was daarmee zelfs langer dan de Cadillac DeVille.

## 1977 - 1984

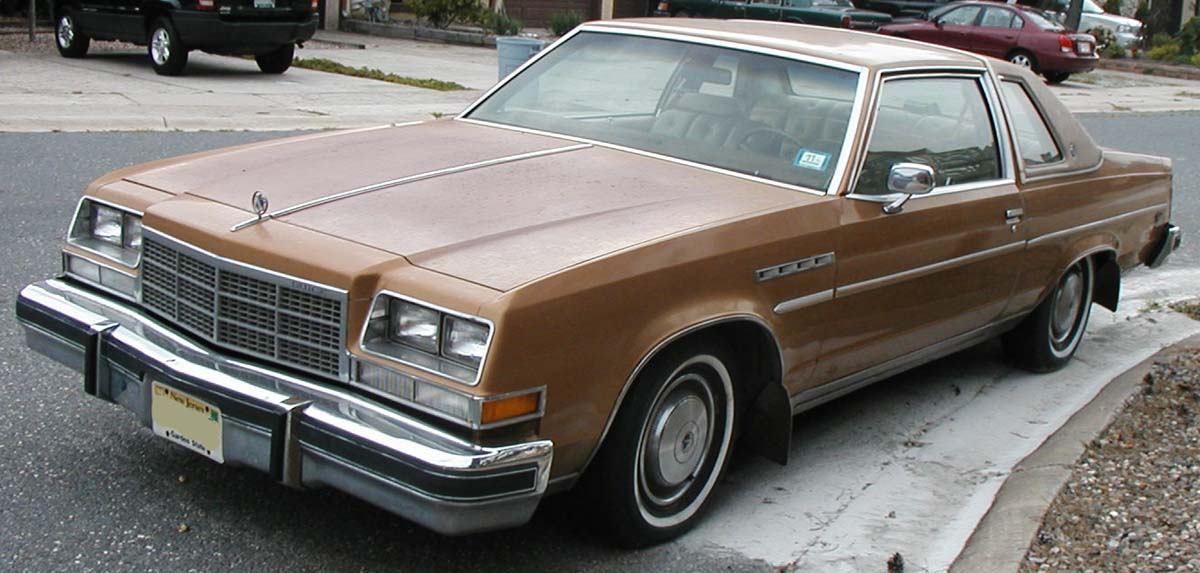
Buick Electra uit 1977

In 1977 werd het model verkleind waardoor het eigenlijk geen 225 inches (5,715 m) meer mat. In 1980 werd het model weer kleiner gemaakt en verdween daarom ook de 225 uit de naam. In 1981 kwamen enkele veranderingen, waaronder een nieuw radiatorrooster, het schrappen van de V8-motor en ook het verdwijnen van de vier kleine luchtinlaten (portholes) in de zijkant. Op het topmodel Park Avenue bleven ze echter wel aangegeven met stickers tot ze in 1985 uiteindelijk volledig verdwenen.
Motoren:
- 5,7 liter (350 ci) Buick V8 (1977-1980)
- 6,6 liter (403 ci) Oldsmobile V8 (1977-1979)
- 5,7 liter (350 ci) Oldsmobile V8 Dieselmotor (1978-1984)
- 5,0 liter (307 ci) Oldsmobile V8 (1980-1984)
- 4,1 liter (252 ci) Buick V6 (1981-1983)

## 1985 - 1990

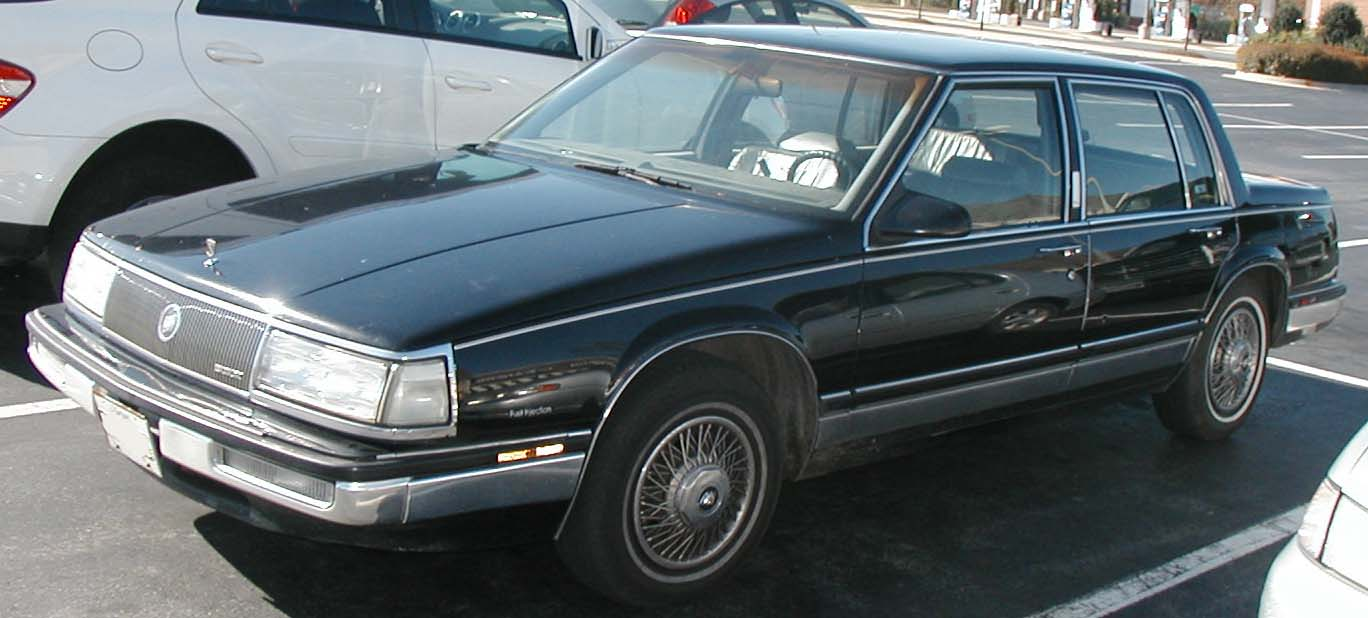
Buick Electra Park Avenue uit 1987-1990

In 1985 werd de electra volledig hertekend tot een voorwielaangedreven wagen op basis van General Motors C-platform. De typeaanduiding Park Avenue werd ook officieel ingevoerd, hoewel ze reeds sinds 1975 werd gebruikt. Er kwam ook een sportieve versie die T-type heette. In 1989 werd ook nog de Park Avenue Ultra aan de reeks toegevoegd, dat luxe met sportiviteit combineerde. Verder was er ook een Electra Estate Stationwagon, maar dat was in feite een compleet verschillende auto. De laatste Electra werd in 1990 geproduceerd, waarna het model plaats maakte voor de kleinere Buick Park Avenue en de grotere Buick Roadmaster.
Motoren (1985):
- 3,0 liter V6: Limited,
- 3,8 liter (231 ci) V6: 380, Park Avenue, T-type,
- 4,3 liter Diesel Oldsmobile V6: 430.

## Productiecijfers
Electra Series / Electra 225 Series
Electra 225 Series
- 1959: 44.233 / 22.428
- 1960: 35.722 / 20.640
- 1961: 27.046 / 20.877
- 1962: 62.468
- 1963: 58.665
- 1964: 68.912
- 1965: 86.810
- 1966: 88.225
- 1967: 100.304
- 1968: 125.362
- 1969: 150.324
- 1970: 150.201
- 1971: 126.036
- 1972: 172.122
- 1973: 177.772
- 1974: 99.414
- 1975: 94.930
- 1976: 124.559
- 1977: 161.627
- 1978: 121.549
- 1979: 121.631